# Escudo de San Ignacio

Escudo del Municipio de San Ignacio, Sinaloa.

El escudo de armas del municipio de San Ignacio en el estado de Sinaloa, México representa sus primeros pobladores y la época Virreinal. 
Los dos cuarteles superiores simbolizan a los indios mexicanos y aparecen realizando las dos principales actividades de estos pueblos: la cacería y la agricultura. Los dos cuarteles inferiores representan la fundación de la cabecera municipal durante la colonia, con el dibujo de la iglesia de San Ignacio. Los símbolos simbolizan minería, principal fuente de riqueza del municipio en la época Virreinal. 
Los colores café y verde representan la tierra y la vegetación, el azul y el rojo al cielo y los metales.                              
- Datos: Q5814987